# Vitis davidii
Vitis davidii là một loài thực vật hai lá mầm trong họ Nho. Loài này được (Rom.Caill.) Foëx miêu tả khoa học đầu tiên năm 1886.